# Shahrestān-e Fārūj
Shahrestān-e Fārūj (persiska: شهرستان فاروج, فاروج) är en shahrestan, delprovins, i Iran.   Den ligger i provinsen Nordkhorasan, i den nordöstra delen av landet, 600 km öster om huvudstaden Teheran.
Delprovinsen hade 49 271 invånare 2016.